# Jean-Pierre Gourmelen
Jean-Pierre Gourmelen, né le 8 janvier 1934 à Paris, est un scénariste de bande dessinée et romancier français. Il est principalement connu pour avoir créé en 1974 avec le dessinateur Antonio Hernández Palacios la bande dessinée de western Mac Coy.

## Biographie
Gourmelen participe aux conflits d'Indochine et d'Algérie.

## Publications
Il est le scénariste et auteur des séries :
- Mac Coy (21 albums)
- Krane le guerrier (3 albums)
- Bolivar
- Mac Arthur
- Nevada Hill
- Capitaine Cherubin
- Gus

Ses publications ont été éditées aux éditions Dargaud, et pré-publiés dans Pilote, Tintin, Charly et Télé-poche.
Il est également l'auteur de plusieurs romans policiers :
- Espion en blouse blanche
- Opération insulinde, édition de l'arabesque et métal.